# Johan Lelièvre
Pour les articles homonymes, voir Lelièvre.
Johan Lelièvre, plus connu sous le pseudonyme Jojol parfois stylisé JoJol ou encore Jojol67, né lé 21 novembre 1992 à Strasbourg, est un vidéaste web high-tech français originaire de Lyon.
En octobre 2023, il possède la chaîne YouTube française la plus suivie dans le domaine de la haute technologie.[source secondaire souhaitée]

## Biographie

### Jeunesse et études
Johan Lelièvre naît le 21 novembre 1992 à Strasbourg. Après un baccalauréat scientifique avec mention, il obtient un diplôme universitaire de technologie en techniques de commercialisation.
En 2009, il ouvre sa chaîne YouTube axée sur le high-tech sous le nom de Jojol, un pseudonyme dérivé de son prénom.

### Carrière

#### Début sur YouTube (2009)
Jojol fait ses débuts sur YouTube en 2009, « par passion et par envie de partager ».

#### Appy (2019)
En 2019, il lance Appy, une application offrant un concours par jour.

#### Succès (2023)
En 2023, sa chaîne YouTube se classe 46ᵉ le plus suivi en France.

### Vie privée
Il est installé à Lyon depuis 2020.

## Controverse
En octobre 2018, il a publié une vidéo dans laquelle il a présenté un iPhone XS acheté neuf pour 429 € (vendu à partir de 859 € par Apple) sur le site nommé Jupry. Après la publication de la vidéo, il a reçu beaucoup de critiques sur Twitter l'accusant de promouvoir un site basé sur les systèmes pyramidaux de Ponzi. À la suite de la controverse, il a rapidement mis la vidéo en privé.